# Laos aux Jeux olympiques d'été de 2012
Le Laos participe aux Jeux olympiques d'été de 2012 à Londres. Il s'agit de sa 8e participation aux Jeux olympiques d'été.

## Athlétisme
Les athlètes laos qualifiés aux épreuves d'athlétisme sont au nombre de deux. Pour chaque épreuve, un pays peut engager trois athlètes à condition qu'ils aient réussi chacun les minima A de qualification, un seul athlète par nation est inscrit sur la liste de départ si seuls les minima B sont réussis. Les athlètes laos ont obtenu des invitations (wildcards) pour participer au compétitions d'athlétismes.
| Athlètes            | Épreuve | Tour Préliminaire | Tour Préliminaire | Premier Tour | Premier Tour | Demi-finales | Demi-finales | Finale  | Finale  |
| Athlètes            | Épreuve | Temps             | Rang              | Temps        | Rang         | Temps        | Rang         | Temps   | Rang    |
| ------------------- | ------- | ----------------- | ----------------- | ------------ | ------------ | ------------ | ------------ | ------- | ------- |
| Kilakone Siphonexay | 100 m   | 11 s 30           | 6e                | Eliminé      | Eliminé      | Eliminé      | Eliminé      | Eliminé | Eliminé |

## Natation
Un nageur lao est retenu au titre des « Universality Places » attribuées par la Fédération internationale de natation.
| Épreuves        | Athlètes          | Résultats |
| --------------- | ----------------- | --------- |
| Hommes          |                   |           |
| 50 m Nage libre | Pathana Inthavong |           |